# Kaniva
Kaniva is een plaats in de Australische deelstaat Victoria en telt 1000 inwoners (2006).